# Copelatus pederzanii
Copelatus pederzanii är en skalbaggsart som beskrevs av Bilardo och Rocchi 1995. Copelatus pederzanii ingår i släktet Copelatus och familjen dykare. Inga underarter finns listade i Catalogue of Life.